# Theo Smit Sibinga
Theo Smit Sibinga (* 2. September 1899 in Bandung, Niederländisch-Indien, heute Indonesien; † 14. August 1958 in Amstelveen) war ein niederländischer Komponist, Cellist und Dirigent.

## Leben
Smit Sibinga wurde in Bandung geboren, wuchs aber in den Niederlanden auf. Dort hatte er Cellounterricht bei Bertrand Drilsma und Marix Loevensohn, später bei Gérard Hekking und studierte Klavier, Musiktheorie, Instrumentation und Komposition bei Ary Belinfante und Cornelis Dopper. Mit einem Lehrerdiplom des Nederlandsch Muziekpedagogisch Verbond kehrte er 1921 nach Niederländisch-Indien zurück und begann dort eine Laufbahn als Cellist, die er jedoch wegen einer misslungenen Tumoroperation an seiner linken Hand nach zwei Jahren abbrechen musste. Er arbeitete dann als Kunstkritiker für das Soerabaiasch Handelsblad und ab 1928 als Inspektor für die Batavian Petroleum Company (bpm). Daneben war er als Chorleiter, Dirigent und Komponist aktiv.
Nach der japanischen Invasion in Niederländisch-Indien 1941 wurde Smit Sibinga als Reservist mobilisiert. Er kam in japanische Kriegsgefangenschaft und wurde zunächst in Gefangenenlagern auf Java, später in Bandung und schließlich bei Batavia interniert, während seine Familie in einem Camp auf Celebes (Sulawesi) gefangen war. Nach der Niederlage Japans 1945 arbeitete er noch kurze Zeit für bpm und kehrte 1946 in die Niederlande zurück, um sich von den Traumata seiner Gefangenschaft zu erholen. Dort widmete er sich weiter der Komposition. 1958 starb er an den Folgen einer Tropenkrankheit, mit der er sich in der Gefangenschaft infiziert hatte.

## Werke
- ’t Meezeken für Stimme und Klavier (1917)
- Prelude voor piano (1933)
- Quatuor à cordes (1933)
- Sonatine voor piano (1934)
- Scène Muziek bij Shakespeare's Merchant of Venice für Orchester (1936)
- Concert voor cello met orkestbegeleiding (1937)
- 3 Indische Nocturnes für Orchester (1942)
- Nocturne III Toradja für Orchester (1942)
- Kantjil-Fantasie für Klavier und Orchester (1946)
- Psalm CXXI für gemischten Chor und Orgel oder Klavier (1948)
- Visions Sylvestres pour une voix humaine avec accompagnement de silence vierge (1948)
- Een strijdbaar man für Männerchor und Orchester (1949)
- Greshoffiana für Klavier (1949)
- Heroïsche ouverture, Fanfare für Bläserensemble (1949)
- Javaanse Nocturne voor Harmonie-Orkest (1949)
- Tani - 3 Indische stukjes für Flöte und Tasteninstrument (1949)
- Nota Soeroto für Stimme und Orchester (1950)
- Plain Music for three wood-wind instruments (1950)
- Rhapsodische Variatie für gemischtes Ensemble (1950)
- Beren-Variaties für Blockflöte (1951)
- 2me Quatuor à Cordes (1952)
- Suite voor Fluit en Piano (1952)
- Julrosornas-Suite für Streichquartett (1953)
- La 'illaha illa' llahu für Orchester (1953)
- Los Borraches für Cello und Tasteninstrument (1953)
- Prière für Cello und Tasteninstrument (1953)
- Sonatine für Cembalo (1953)
- Toccata pour le clavecin (1953)
- Balata per violino solo (1954)
- Balatsarena - Chanson Basque für Streichquartett (1954)
- Trois Images pour Flûte et Harpe (1954)
- Enfants-Poètes für Stimme und Klavier (1955)
- Concerto pour Guitare et Orchestre (1958)
- Mouvement Symphonique für Orchester (1958)
- Preludio für Gitarre (1958)
- Allegro ma non troppo für Blockflöte und Tasteninstrument
- De Maaier zingt für Stimme und Klavier
- Lagoe Manis-Indonesia Timoer (East Indonesian Love Song) für Klavier
- Molto allegro für Horn
- Suite für Cello
- Trio à Cordes
- Variazioni su una canzonetta olandese für Orchester
- 2 Streichtrios
- Streichquartett